# Olaeta (Argentina)
Olaeta es una localidad y municipio ubicada en la zona centro-sur de la provincia de Córdoba, Argentina, en el departamento Juárez Celman; a 210 km de la ciudad de Córdoba, capital de la provincia, sobre la Ruta Provincial 11 (Córdoba)
Centro comercial, agropecuario (maní, soja, maíz), y poderosa unidad agroindustrial.
Cuenta con 672 habitantes (Indec, 2022)
Es un territorio rico por su fertilidad de la región de la Pampa Húmeda, teniendo así la posibilidad de una agricultura y una ganadería extensivas. En el rubro agrícola se destacan sus producciones de trigo, maní, soja, girasol; ganadería vacuna. En la actualidad (noviembre de 2007) gracias al corrimiento de las isohietas (llueve más, desde 1973, con el Hemiciclo Húmedo) el cultivo del maní y de la soja pone al pueblo en una marcada expansión.

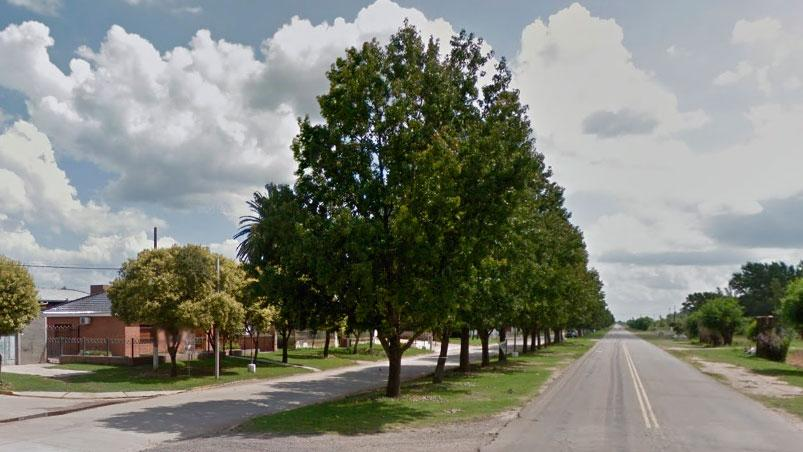
Ruta que pasa por Olaeta

## Historia
- 1874 pasa el FF.CC.
- 1880 comienza la colonización